# Akçakent
Akçakent là một huyện thuộc tỉnh Kırşehir, Thổ Nhĩ Kỳ. Huyện có diện tích 585 km² và dân số thời điểm năm 2007 là 6261 người, mật độ 11 người/km².